# Parakleza
Parakleza – Oficjum o Najświętszej Maryi Pannie, odmawiane w obrządku bizantyńskim przez piętnaście dni poprzedzających święto Zaśnięcia Matki Bożej. 